# Tordenc encaputxat
El tordenc encaputxat (Turdoides reinwardtii) és un ocell de la família dels leiotríquids (Leiothrichidae).

## Hàbitat i distribució
Habita matolls de ribera, bosc i matolls del Senegal, Gàmbia, sud-oest de Mali, Burkina Faso, Guinea Bissau, Guinea, Sierra Leone, Costa d'Ivori, Ghana, Togo, Benín, Nigèria, Camerun, sud de Txad, República Centreafricana i nord de la República Democràtica del Congo.